# Côca (cây)
Coca là tên gọi chung của bốn loài cây trồng trong họ Erythroxylaceae có nguồn gốc từ miền tây Nam Mỹ.
Cây được trồng như một loại hoa màu sinh lợi ở Argentina, Bolivia, Colombia, Ecuador, và Peru và cả những khu vực bị cấm trồng. Có vài báo cáo cho rằng cây đang được trồng ở miền Nam Mexico như là cây hoa màu sinh lợi và là nguồn thay thế trong khâu buôn lậu sản phẩm cocain. Nó cũng đóng vai trò trong nhiều hoạt động văn hóa truyền thống ở khu vực Andes cũng như ở dãy Sierra Nevada de Santa Marta. Coca được cả thế giới biết đến do chứa hợp chất alkaloid gây ảnh hưởng đến thần kinh là cocain. Lá coca chứa tỉ lệ thấp alkaloid, chỉ giữa 0,25% và 0,77%. Do đó, nhai lá coca hoặc uống trà coca có thể không gây ra tình trạng phê thuốc (hưng phấn, ái kỷ, u sầu) như những người dùng cocain. Chiết xuất từ lá coca từng được dùng trong Coca-Cola từ năm 1885, nhưng đến năm 1929 thì bị loại bỏ hoàn toàn trong loại thức uống này.

## Các loài và tiến hóa
Có 2 loài cây coca được trồng, mỗi loài có 2 giống:
- Erythroxylum coca
  - Erythroxylum coca var. coca (Coca Bolivia hoặc Huánuco) – thích nghi tốt ở miền đông dãy Andes thuộc Peru và Bolivia, một khu vực ẩm ướt, khí hậu nhiệt đới, rừng trên núi.
  - Erythroxylum coca var. ipadu (Coca Amazon) – được trồng ở vùng đồng bằng thuộc lưu vực sông Amazon ở Peru và Colombia.
- Erythroxylum novogranatense
  - Erythroxylum novogranatense var. novogranatense (Coca Colombia) – một giống cây thuộc địa hình cao được trồng ở những khu vực đồng bằng. Nó được trồng ở những vùng khô hơn ở Colombia. Tuy nhiên, E. novogranatense rất dễ thích nghi với những điều kiện sinh thái thay đổi. Các lá có những gân dọc song song 2 bên của gân giữa.
  - Erythroxylum novogranatense var. truxillense (Coca Trujillo) – mọc chủ yếu ở Peru và Colombia. Lá của E. novogranatense var. truxillense không có những đường gân song song như tất cả những giống khác.

Cả bốn giống coca đều được thuần hóa ở thời kỳ tiền Columbus và chúng có mối quan hệ mật thiết với nhau hơn các loài khác trong họ.
Có 2 giả thuyết chính về sự tiến hóa của những giống cây coca được canh tác. Giả thuyết đầu tiên (do Plowman và Bohm đưa ra) cho rằng Erythroxylum coca var. coca là tổ tiên, còn Erythroxylum novogranatense var. truxillense được phát triển từ nó để chịu được hạn, và Erythroxylum novogranatense var. novogranatense hình thành từ Erythroxylum novogranatense var. truxillense.
Nghiên cứu gần đây dựa trên bằng chứng về di truyền (Johnson et al. in 2005, Emche et al. in 2011, và Islam 2011) không ủng hộ thuyết tiến hóa tuyến tính này và thay vào đó cho rằng một sự kiện thuần hóa lần 2 đã tạo nên những giống Erythroxylum novogranatense. Chúng có thể có chung một tổ tiên nhưng vẫn chưa được khám phá.
Những quần thể hoang dã của Erythroxylum coca var. coca được tìm thấy ở phía đông Andes; 3 giống kia chỉ được biết đến như là những cây canh tác.
Hai phân loài của Erythroxylum coca gần như không thể phân biệt được. Erythroxylum novogranatense var. novogranatense và Erythroxylum novogranatense var. truxillense có kiểu hình tương tự nhưng hình thái khác biệt. Trong bảng phân loại thực vật có hoa trong hệ thống Cronquist cũ, nó được xếp vào bộ Lanh; những hệ thống mới hơn xếp nó vào Bộ Sơ ri.

## Trồng trọt

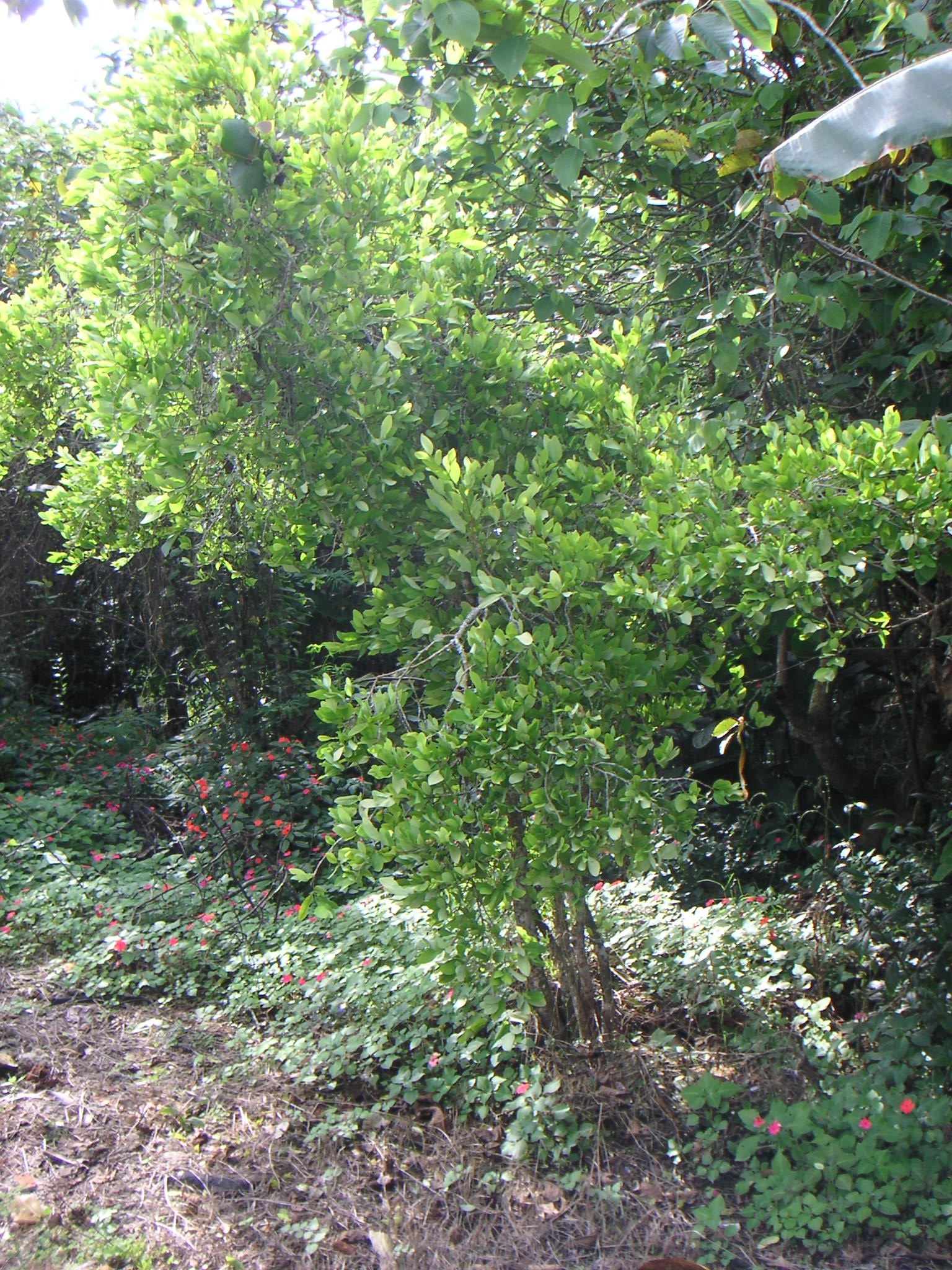
Cây coca ở Colombia

Cây coca từ lâu đã được trồng ở những vùng thấp của sườn đông dãy Andes (Yungas), hoặc ở những cao nguyên tùy theo giống cây được trồng. Việc sản xuất coca bắt nguồn từ những thung lũng và rừng rậm trên cao của khu vực dãy Andes, gồm những quốc gia Colombia, Peru và Bolivia chiếm hơn 98 phần trăm tổng diện tích đất trồng coca trên toàn cầu. Những đồn điền coca gần đây cũng bị phát hiện ở Mexico, có thể cho thấy việc trồng bất hợp pháp loài cây này.
Hình thái của cây coca
- Lá̀
- Lá và quả
- Lá và cành

## Dược tính

Cocain, thành phần gây ảnh hưởng đến thần kinh của coca

Thành phần hoạt tính dược lý của coca là alkaloid cocain, với một lượng khoảng 0,3 đến 1,5%, trung bình 0,8%, trong lá tươi. Ngoài cocain, lá coca còn chứa một số alkaloid khác, gồm methylecgonin cinnamat, benzoylecgonin, truxillin, hydroxytropacocain, tropacocain, ecgonin, cuscohygrin, dihydrocuscohygrin, nicotin, và hygrin. Khi được nhai, coca hoạt động như một chất kích thích nhẹ. Sự hấp thụ coca từ lá cần từ 2–12 giờ sau khi ăn lá tươi .
Việc tiêu thụ lá coca dưới dạng tự nhiên của nó không gây ra một sự phụ thuộc về tâm và sinh lý, cũng không cần phải cai nếu sử dụng một thời gian dài. Do nó có chứa alkaloid và không gây nghiện, cho nên coca đã được đề xuất như là một phương pháp để giúp những người nghiện cocain cai nghiện.

## Lịch sử

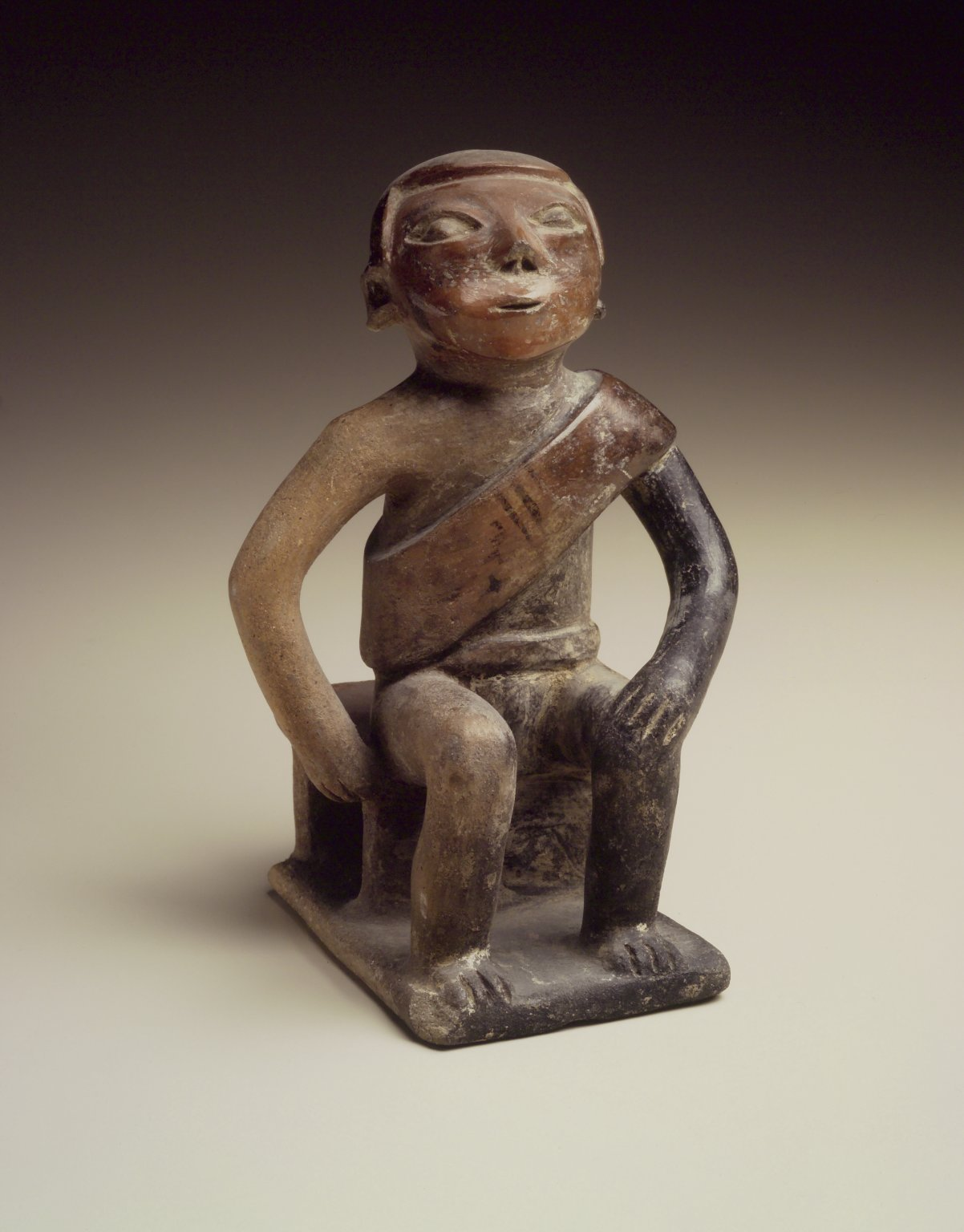
Coquero (Người nhai coca), 850-1500 CN Bảo tàng Brooklyn

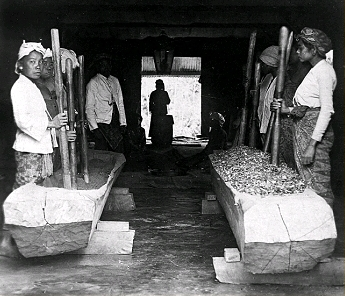
Các công nhân ở Java sơ chế lá coca. Sản phẩm này phần lớn được bán ở Amsterdam, và tiếp tục chế biến thành cocain. (Đông Ấn Hà Lan, trước năm 1940.)

Những vết tích của coca đã được tìm thấy trong các xác ướp có niên đại cách đây 3000 năm. Một bằng chứng khác cho thấy việc nhai coca với vôi đã có trong các cộng đồng cách đây 8000 năm. Khởi nguồn từ nền văn hóa Valdivi, khoảng năm 3000 TCN, có bằng chứng cho thấy việc tiêu thụ lá coca ở các nhóm văn hóa kế thừa vẫn tiếp tục cho đến khi người Châu Âu đến nơi này, được thể hiện trong các tượng gốm và một số lượng lớn bình đựng vôi của họ. Việc tiêu thụ coca ở các bộ lạc người Peru ở bờ biển phía bắc bắt đầu khoảng năm 2000 TCN, bằng chứng là vôi được Junius Bird tìm thấy tại Huaca Prieta và sự xuất hiện của nhiều vật dụng để đựng vôi tại thung lũng sông Jetetepeque. Bằng chứng khảo cổ mở rộng cho thấy việc nhai lá coca đã xuất hiện trở lại ít nhất là ở thời kỳ văn hóa Moche thế kỷ thứ 6 CN, và tiếp theo đó là ở thời kỳ Inca, dựa trên những xác ướp được tìm thấy có chứa lá coca, đồ gốm mô tả người nhai lá coca với 2 má phình lên đặc trưng, dụng cụ để chiết xuất alkaloid và những vật dụng để đựng lá coca và vôi được làm từ những kim loại quý, và những biểu tượng lá coca bằng vàng ở những khu vườn đặc biệt của người Inca tại Cuzco.
Coca lần đầu được giới thiệu ở Châu Âu vào thế kỷ thứ 16, nhưng nó không phổ biến cho đến giữa thế kỷ thứ 19 do một bài báo có ảnh hưởng lớn của bác sĩ Paolo Mantegazza đã ca ngợi tác dụng kích thích của nó. Từ đó dẫn đến việc phát minh ra rượu coca và việc sản xuất lần đầu tiên cocain tinh khiết. Rượu coca (với nhãn hiệu nổi tiếng Vin Mariani) và các sản phẩm có chứa coca khác từng được bán rộng rãi như là những dược phẩm và thuốc bổ có bản quyền, với những khẳng định về hàng loạt lợi ích đối với sức khỏe. Thức uống Coca-Cola thuở ban đầu cũng nằm trong số này. Những sản phẩm này nhanh chóng trở thành bất hợp pháp trong hầu hết các quốc gia ngoài Nam Mỹ vào khoảng đầu thế kỷ 20, sau khi đặc tính gây nghiện của cocain được công nhận. Năm 1859, Albert Niemann của Đại học Göttingen trở thành người đầu tiên tách được alkaloid chính của coca, mà ông đặt tên là "cocain".
Đầu thế kỷ 20, đảo Java thuộc địa của Hà Lan trở thành nơi xuất khẩu lá coca lớn nhất. Năm 1912 có tới 1 triệu kg lá coca, vượt hơn thị trường xuất khẩu của Peru, được chuyển đến Amsterdam, tại đây chúng được chế biến thành cocain. Ngoài những năm Thế Chiến thứ nhất, thì Java vẫn là nơi xuất khẩu coca nhiều hơn Peru cho đến cuối những năm 1920.